# Sakaki (Nagano)
Sakaki (jap. 坂城町, -machi) ist eine Stadt in der Präfektur Nagano auf der japanischen Hauptinsel Honshū und die einzige Kommune in Hanishina-gun. Das Verwaltungsgebiet der Stadt hatte am 1. März 2021 eine Fläche von 53,64 km² und 13.967 Einwohner.

## Geografie
Sakaki liegt im Norden der Präfektur Nagano und grenzt an die Großstädte Nagano und Ueda. Durch Sakaki fließt der Chikuma, der längste Fluss Japans.

## Geschichte
1682 erhielt Itakura Shigetane Sakaki mit einem Festen Haus (jin’ya) als Lehen, wurde jedoch unter seinem Sohn Shigehiro bereits 1702 wieder reichsunmittelbares Gebiet (bakuryō). Am 18. Mai 1886 änderte es seine Schreibweise von 坂木 in 坂城, was aber keinen Einfluss auf die Aussprache hatte.
Am 1. April 1889 wurde es durch die Etablierung der modernen Kommunalstruktur zu einem mura (Dorf). Zur Stadt wurde Sakaki am 12. Juli 1904 und blieb bis in die Gegenwart als Kommune eigenständig. Die letzte Veränderung des Stadtgebiets fand am 1. April 1960 statt.

## Verkehr
Durch Sakaki führt die Shinano Tetsudō Linie der privaten Eisenbahngesellschaft Shinano Tetsudō, an der in Sakaki die Bahnhöfe Sakaki und Tekuno Sakaki liegen. Des Weiteren führt die Trasse des Nagano-Shinkansen durch Sakaki, ohne jedoch dort einen Bahnhof zu haben.
Sakaki ist über die Anschlussstelle Sakaki an die Jōshin’etsu-Autobahn angeschlossen. Außerdem führt die Nationalstraße 18 durch Sakaki.

## Bildungseinrichtungen
In Sakaki befinden sich drei Grundschulen und eine Mittelschule in städtischer Trägerschaft. Außerdem gibt es eine Oberschule, die von der Präfektur getragen wird.

## Söhne und Töchter der Stadt
- Miwa Komatsu – Grafikerin

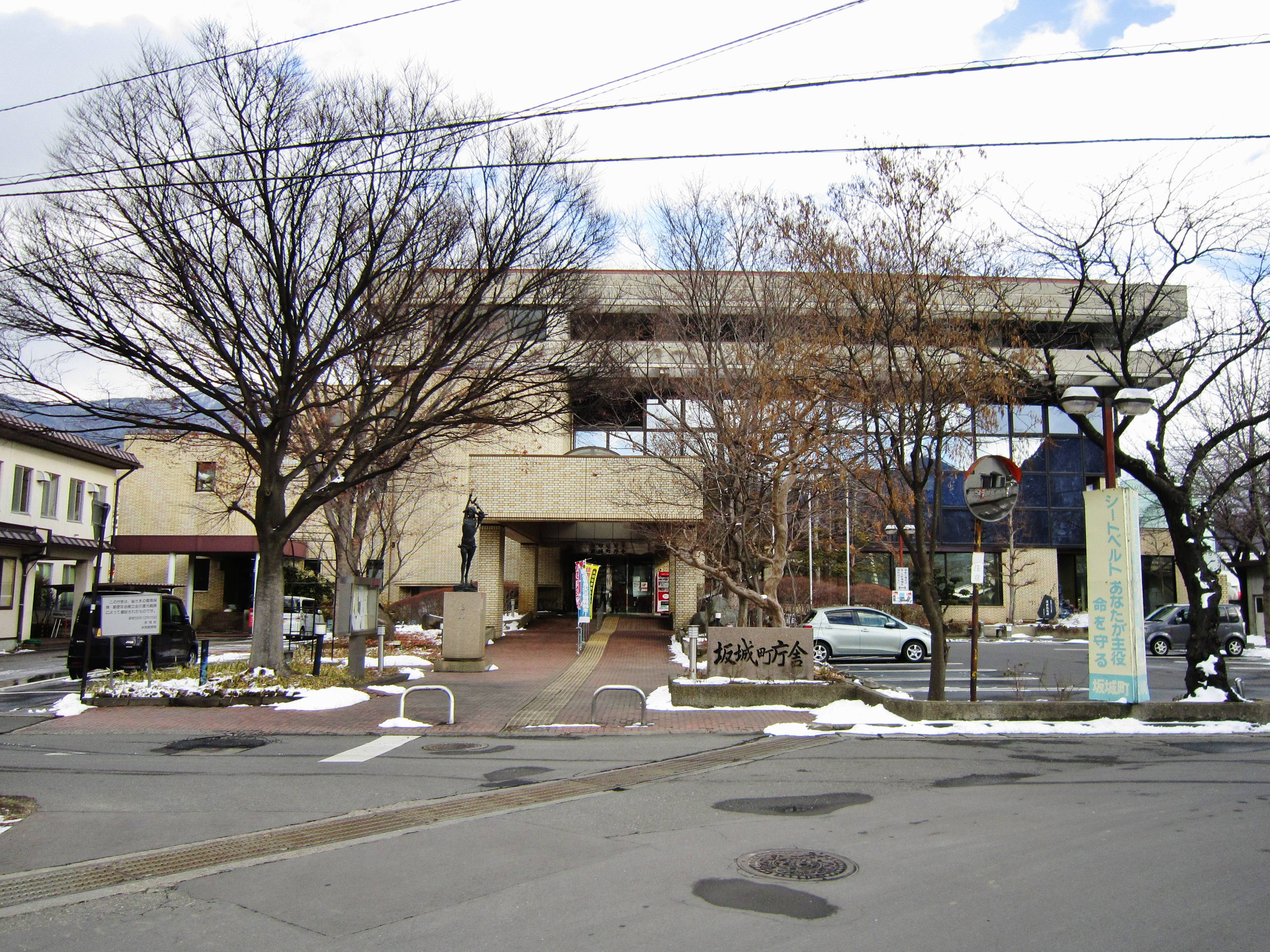
Rathaus

- Murakami Yoshikiyo – General in der Sengoku-Zeit
- Tetsuo Tsukada – Musiker der Band Sekizui
- Toshifumi Suzuki – Unternehmer